# Rémi Laurent
Rémi Laurent (Suresnes, 1957. október 12. – Párizs, 1989. november 14.) francia színész.

## Élete és pályafutása
Laurent egy óvónő és egy mezőgazdasági mérnök gyermekeként látta meg a napvilágot. Párizs 16. kerületében nőtt fel, tinédzser korában zongorázni tanult, de később úgy döntött, hogy komikus és színművész szeretne lenni.
Színészként az 1976-os Ide nekünk az angol csajokat! című vígjátékban debütált. Az 1970-es évek végén és az 1980-as évek nagy részében számos népszerű francia filmben szerepelt. Egyik leghíresebb szerepe az Őrült nők ketrece című filmben volt, ahol Renato Baldi (Ugo Tognazzi) fiát alakította.
1984. október 23-án feleségül vette a magyar származású Masznyik Emőke táncosnőt, akivel 1989-ben bekövetkezett haláláig házasságban élt.

## Halála
1989. november 14-én hunyt el Párizsban, halálát HIV vírus okozta. Viszonya volt Anne Caudry színésznővel, aki szintén HIV vírus miatt halt meg 1991-ben.

## Filmjei
- La Princesse surgelée (rövidfilm) (1987)
- Fekete perpatvar (Black Mic Mac) (1986) - L'inspecteur adjoint
- Széplány ajándékba (Le cadeau) (1982) - Laurent
- Une glace avec deux boules ou je le dis à maman (1982) - Bernard
- Les Plouffe (1981) - Denis Boucher
- La Cassure (1981)
- Tous vedettes (All Stars) (1980) - Laurent
- C'est dingue... mais on y va (1979) - Nicolas
- Őrült nők ketrece (La Cage aux Folles) (1978) - Laurent Baldi (magyar hangja: Felföldi László)
- Les Seize ans de Jérémy Millet (rövidfilm) (1978)
- Arrête ton char... bidasse! (1977) - Francis
- Dis bonjour à la dame (1977) - David Ferry
- Ide nekünk az angol csajokat!  (À nous les petites Anglaises) (1976) - Alain (magyar hangja: Molnár Levente)

## Fordítás
- Ez a szócikk részben vagy egészben  a   Rémi Laurent című francia Wikipédia-szócikk fordításán alapul.  Az eredeti cikk szerkesztőit annak laptörténete sorolja fel. Ez a jelzés csupán a megfogalmazás eredetét és a szerzői jogokat jelzi, nem szolgál a cikkben szereplő információk forrásmegjelöléseként.
- Ez a szócikk részben vagy egészben  a   Rémi Laurent című angol Wikipédia-szócikk fordításán alapul.  Az eredeti cikk szerkesztőit annak laptörténete sorolja fel. Ez a jelzés csupán a megfogalmazás eredetét és a szerzői jogokat jelzi, nem szolgál a cikkben szereplő információk forrásmegjelöléseként.